# Гарану
Гарану́ (фр. Garanou) — коммуна во Франции, находится в регионе Юг — Пиренеи. Департамент коммуны — Арьеж. Входит в состав кантона Ле-Кабан. Округ коммуны — Фуа.
Код INSEE коммуны — 09131.

## Население
Население коммуны на 2008 год составляло 167 человек.
| 1962 | 1968 | 1975 | 1982 | 1990 | 1999 | 2008 |
| ---- | ---- | ---- | ---- | ---- | ---- | ---- |
| 244  | 262  | 227  | 246  | 192  | 188  | 167  |

## Экономика
В 2007 году среди 102 человек в трудоспособном возрасте (15—64 лет) 61 была экономически активными, 41 — неактивными (показатель активности — 59,8 %, в 1999 году было 57,6 %). Из 61 активных работали 57 человек (29 мужчин и 28 женщин), безработных было 4 (3 мужчины и 1 женщина). Среди 41 неактивных 13 человек были учениками или студентами, 18 — пенсионерами, 10 были неактивными по другим причинам.